# Dynamite (Taio-Cruz-Lied)
Dynamite ist ein Popsong des britischen R&B-Sängers Taio Cruz von 2010. Das Lied wurde von Cruz und Max Martin geschrieben und von Dr. Luke und Benny Blanco für das zweite Album Rokstarr produziert.

## Hintergrund
Nach seiner Debüt-Single Break Your Heart veröffentlichte Taio Cruz dieses Lied. Es handele laut Cruz von dem Gefühl „zu explodieren, während eines Disko- oder Partybesuches oder während des Ausgehens“.
Der Song wurde in Deutschland am 30. Juli als Download-EP und am 20. August als CD veröffentlicht.
Das Musikvideo zeigt Cruz auf einem riesigen Schrottplatz, in dem sich Mechanikerinnen in Arbeitsmontur tummeln. Nach Sonnenuntergang singt Cruz seinen Song vor einer begeisterten Zuhörerinnenschar, während im Hintergrund ein Feuerregen niedergeht.
Dynamite hält den Rekord für den am häufigsten heruntergeladenen britischen Song mit über fünf Millionen verkauften Exemplaren und brach den Rekord von Kanye Wests Single Stronger als erfolgreichste Single die unter Island Def Jam in USA verkauft wurde.

## Kommerzieller Erfolg

### Chartplatzierungen
| ChartsChartplatzierungen       | Höchstplatzierung | Wochen |
| ------------------------------ | ----------------- | ------ |
| Deutschland (GfK)              | 3 (38 Wo.)        | 38     |
| Österreich (Ö3)                | 2 (31 Wo.)        | 31     |
| Schweiz (IFPI)                 | 3 (32 Wo.)        | 32     |
| Vereinigte Staaten (Billboard) | 2 (47 Wo.)        | 47     |
| Vereinigtes Königreich (OCC)   | 1 (39 Wo.)        | 39     |

| ChartsJahrescharts (2010)      | Platzierung |
| ------------------------------ | ----------- |
| Deutschland (GfK)              | 22          |
| Österreich (Ö3)                | 15          |
| Schweiz (IFPI)                 | 22          |
| Vereinigte Staaten (Billboard) | 9           |
| Vereinigtes Königreich (OCC)   | 17          |

| ChartsJahrescharts (2011)      | Platzierung |
| ------------------------------ | ----------- |
| Vereinigte Staaten (Billboard) | 44          |

| ChartsJahrescharts (2010–2019) | Platzierung |
| ------------------------------ | ----------- |
| Vereinigte Staaten (Billboard) | 50          |

### Auszeichnungen für Musikverkäufe
| Land/Region                  | Auszeichnungen für Musikverkäufe (Land/Region, Auszeichnung, Verkäufe) | Verkäufe   |
| ---------------------------- | ---------------------------------------------------------------------- | ---------- |
| Australien (ARIA)            | 7× Platin                                                              | 490.000    |
| Belgien (BRMA)               | Gold                                                                   | 15.000     |
| Brasilien (PMB)              | Diamant                                                                | 250.000    |
| Dänemark (IFPI)              | 2× Platin                                                              | 180.000    |
| Deutschland (BVMI)           | 5× Gold                                                                | 750.000    |
| Frankreich (SNEP)            | —                                                                      | 107.800    |
| Italien (FIMI)               | Platin                                                                 | 70.000     |
| Kanada (MC)                  | 5× Platin                                                              | 400.000    |
| Neuseeland (RMNZ)            | 4× Platin                                                              | 120.000    |
| Österreich (IFPI)            | Platin                                                                 | 30.000     |
| Schweden (IFPI)              | Platin                                                                 | 40.000     |
| Schweiz (IFPI)               | Platin                                                                 | 30.000     |
| Spanien (Promusicae)         | Platin                                                                 | 60.000     |
| Vereinigte Staaten (RIAA)    | 8× Platin                                                              | 8.000.000  |
| Vereinigtes Königreich (BPI) | 3× Platin                                                              | 1.800.000  |
| Insgesamt                    | 2× Gold · 36× Platin · 1× Diamant ·                                    | 12.342.800 |

Hauptartikel: Taio Cruz/Auszeichnungen für Musikverkäufe